# Eidgenössische Abstimmung über die Familienpolitik
Bei der Eidgenössischen Abstimmung über die Familienpolitik stimmten die Schweizer Stimmberechtigten am 3. März 2013 über den Artikel 115a ab. Sache der Abstimmung war der Bundesbeschluss über die Familienpolitik vom 15. Juni 2012. Da er eine Verfassungsänderung vorsah, unterstand der Bundesbeschluss dem obligatorischen Referendum. Die Vorlage scheiterte am Ständemehr.

## Geschichte
Der CVP-Nationalrat Norbert Hochreutener reichte am 23. März 2007 eine parlamentarische Initiative ein, welche die Verfassungsbasis für eine Familienpolitik in Artikel 116 der Bundesverfassung als zu schmal beurteilte. Besonderes Augenmerk der Initiative liegt auf der Bereitstellung eines bedarfsgerechten Angebots an familien- und schulergänzenden Tagesstrukturen zur Verbesserung der Vereinbarkeit von Familie und Erwerbstätigkeit; die Zuständigkeit hierfür bliebe bei Kantone und Gemeinden, und der Bund würde nur dann aktiv, wenn diese ihre Aufgaben ungenügend wahrnehmen.
Am 15. März 2010 debattierte der Nationalrat über die parlamentarische Initiative, und ein Antrag auf Verlängerung der Frist um zwei Jahre wurde mit 97 Pro-Stimmen und 88 Gegenstimmen (ohne Enthaltungen) angenommen. Nach der Auswertung der Vernehmlassung vom 22. November 2010 bis 4. März 2011 verabschiedete der Nationalrat in seiner erneuten Sitzung zu dieser parlamentarischen Initiative am 7. März 2012 den Entwurf eines neuen Verfassungsartikels zur Förderung der Vereinbarkeit von Familie und Erwerbstätigkeit mit 111 zu 68 Stimmen, mit einer Enthaltung. Der Ständerat debattierte am 4. Juni 2012 darüber und nahm ihn an, mit 30 Pro-Stimmen und 14 Kontra-Stimmen, ohne Enthaltung. Auch in der Schlussabstimmung vom 15. Juni 2012 stimmten beide Räte dafür, im Nationalrat mit 129 Pro-Stimmen, 57 Kontra-Stimmen und zwei Enthaltungen und im Ständerat mit 28 Pro-Stimmen, 12 Kontra-Stimmen und einer Enthaltung.

## Abstimmungtext
Art. 115a Familienpolitik
1 Der Bund berücksichtigt bei der Erfüllung seiner Aufgaben die Bedürfnisse der Familie. Er kann Massnahmen zum Schutz der Familie unterstützen.
2 Bund und Kantone fördern die Vereinbarkeit von Familie und Erwerbstätigkeit oder Ausbildung. Die Kantone sorgen insbesondere für ein bedarfsgerechtes Angebot an familien- und schulergänzenden Tagesstrukturen.
3Reichen die Bestrebungen der Kantone oder Dritter nicht aus, so legt der Bund Grundsätze über die Förderung der Vereinbarkeit von Familie und Erwerbstätigkeit oder Ausbildung fest.
Art. 116 Abs. 1 und 2
1 Aufgehoben

## Abstimmung
Am 3. März 2013 wurde über die Eidgenössische Abstimmung über die Familienpolitik abgestimmt. Gleichzeitig fanden Volksabstimmungen zur Eidgenössischen Volksinitiative «gegen die Abzockerei» sowie zur Änderung vom 15. Juni 2012 des Bundesgesetzes über die Raumplanung (Raumplanungsgesetz, RPG) statt.
Die Vorlage scheiterte trotz Ja-Stimmenmehrheit der Bevölkerung (Volksmehr) an der Nein-Mehrheit der Kantone (dem Ständemehr).
| Kanton                           | Ja (%) | Nein (%) | Ja (Stimmen) | Nein (Stimmen) | Ergebnis  | Stimme (Stand) | Stimmbeteiligung |
| -------------------------------- | ------ | -------- | ------------ | -------------- | --------- | -------------- | ---------------- |
| Aargau                           | 47,2 % | 52,8 %   | 83.146       | 93.172         | nein      | 1              | 44,4 %           |
| Appenzell Ausserrhoden           | 40,6 % | 59,4 %   | 7.845        | 11.468         | nein      | 0,5            | 51,8 %           |
| Appenzell Innerrhoden            | 27,1 % | 72,9 %   | 1.259        | 3.388          | nein      | 0,5            | 41,9 %           |
| Basel-Landschaft                 | 52,8 % | 47,2 %   | 43.518       | 38.932         | ja        | 0,5            | 44,5 %           |
| Basel-Stadt                      | 65,0 % | 35,0 %   | 35.846       | 19.293         | ja        | 0,5            | 49,4 %           |
| Bern                             | 49,4 % | 50,6 %   | 151.867      | 155.655        | nein      | 1              | 42,8 %           |
| Freiburg                         | 62,7 % | 37,3 %   | 51.734       | 30.736         | ja        | 1              | 44,5 %           |
| Genf                             | 79,1 % | 20,9 %   | 85.921       | 22.744         | ja        | 1              | 46,5 %           |
| Glarus                           | 42,6 % | 57,4 %   | 3.946        | 5.319          | nein      | 1              | 36,1 %           |
| Graubünden                       | 48,8 % | 51,2 %   | 36.130       | 37.920         | nein      | 1              | 56,2 %           |
| Jura                             | 70,3 % | 29,7 %   | 14.058       | 5.928          | ja        | 1              | 40,6 %           |
| Luzern                           | 48,8 % | 51,2 %   | 58.727       | 61.585         | nein      | 1              | 46,2 %           |
| Neuenburg                        | 69,9 % | 39,1 %   | 31.618       | 13.632         | ja        | 1              | 41,7 %           |
| Nidwalden                        | 41,0 % | 59,0 %   | 6.002        | 8.624          | nein      | 0,5            | 49,0 %           |
| Obwalden                         | 38,0 % | 62,0 %   | 4.804        | 7.833          | nein      | 0,5            | 49,0 %           |
| Schaffhausen                     | 44,3 % | 55,7 %   | 13.358       | 16.799         | nein      | 1              | 64,9 %           |
| Schwyz                           | 36,9 % | 63,1 %   | 17.917       | 30.689         | nein      | 1              | 49,2 %           |
| Solothurn                        | 50,4 % | 49,6 %   | 42.444       | 41.695         | ja        | 1              | 48,6 %           |
| St. Gallen                       | 42,8 % | 57,2 %   | 58.421       | 77.927         | nein      | 1              | 44,0 %           |
| Tessin                           | 66,7 % | 33,3 %   | 57.197       | 28.500         | ja        | 1              | 41,5 %           |
| Thurgau                          | 41,7 % | 58,3 %   | 28.511       | 39.923         | nein      | 1              | 43,1 %           |
| Uri                              | 31,8 % | 68,2 %   | 3.409        | 7.302          | nein      | 1              | 41,4 %           |
| Waadt                            | 70,7 % | 29,3 %   | 133.562      | 55.431         | ja        | 1              | 41,4 %           |
| Wallis                           | 57,6 % | 42,4 %   | 79.118       | 58.192         | ja        | 1              | 67,8 %           |
| Zug                              | 47,5 % | 52,5 %   | 17.703       | 19.570         | nein      | 1              | 51,9 %           |
| Zürich                           | 53,6 % | 46,4 %   | 215.322      | 186.638        | ja        | 1              | 47,0 %           |
| Schweizerische Eidgenossenschaft | 54,3 % | 45,7 %   | 1.283.383    | 1.078.895      | abgelehnt | 10 ja, 13 nein | 45,6 %           |